# Sant Julià de Vilacorba
Sant Julià de Vilacorba és una església de les Llosses (Ripollès) inclosa a l'Inventari del Patrimoni Arquitectònic de Catalunya.

## Descripció
És un edifici de petites dimensions, que consta d'una sola nau de planta rectangular, amb un annex dedicat a la sagristia. La nau està orientada de llevant a ponent, la qual cosa mostra el seu origen romànic. La porta de l'església s'obre a la façana sud, podent ésser que correspongui a la primitiva; els murs arrebossats deixen a la vista les pedres de les llindes de la porta. La construcció es cobreix a dos vessants amb teula àrab. A l'angle nord-oest s'aixeca un petit campanaret.
De la lectura arquitectònica de l'edifici es desprèn que als segles xvii o XVIII l'església va ésser engrandida, fent desaparèixer, potser, l'antic absis i construït el nou presbiteri, la sagristia, el campanar i modificant la primitiva porta.

## Història
L'església és esmentada ja el 839, quan era la parròquia del terme del castell de Palmerola, tot i que la titularitat no arribà fins al segle xi (1014). Al segle xiv, degut al despoblament de la zona, la demarcació parroquial es reduí als masos circumdants: Moreta, la Vinyassa, Molí de Moreta i les Gases. Actualment es troba tancada i en estat de degradació.